# Aida (Verdi)
Aida (en català, Aïda) és una òpera en quatre actes de Giuseppe Verdi, escrita a partir d'un llibret en italià d'Antonio Ghislanzoni, basat en un argument escrit per l'egiptòleg francès Auguste Mariette. És l'òpera que més vegades s'ha representat al Liceu, amb 442 representacions.
Tot i que l'òpera havia de ser estrenada el gener de 1871, a causa de la Guerra Francoprussiana, el públic no la va poder veure fins al 24 de desembre d'aquell mateix any a l'Òpera Khedivial del Caire. Aida va ser rebuda amb gran acceptació del públic i, de fet, continua essent un clàssic del repertori operístic. A Barcelona va ser estrenada per primer cop al Teatre Principal, el 16 d'abril del 1876.

## Origen
Ismail Pachá, governador d'Egipte, va encarregar a Verdi una òpera per representar-la el gener de 1871, per la qual li va pagar 150.000 francs, però l'estrena es va retardar a causa de la guerra. El llibret de Metastasio de Nitteti (1756) va ser una font principal de la trama.
En contra de la creença popular, l'òpera no va ser escrita per commemorar la inauguració del Canal de Suez l'any 1869, ni tampoc pel Teatre d'Òpera del governador, que es va estrenar amb el Rigoletto de Verdi en el mateix any. A Verdi li van demanar de compondre una oda per a l'obertura del Canal, però va declinar la petició argumentant que no escrivia “obres ocasionals”, però va començar a rumiar la idea de compondre una òpera. Pasha va intentar convèncer novament a Verdi, i fins i tot a Gounod o Wagner. Quan Verdi va llegir l'argument escrit per Auguste Mariette el va considerar com una bona opció i finalment va acceptar l'encàrrec el 2 de juny de 1870.

## Història de les representacions

### Estrena i èxit a Itàlia
Verdi originalment va decidir no escriure una obertura per l'òpera, sinó només un breu preludi orquestral. Després va compondre una obertura de la varietat popurri per a substituir al preludi original. Tot i així, al final va decidir que no s'interpretés l'obertura a causa de la seva – en les seves pròpies paraules – “insipidesa pretensiosa”. Aquesta obertura, que no s'acostuma a tocar actualment, es va oferir en una insòlita interpretació per Arturo Toscanini i l'Orquestra Simfònica de la NCB el 30 de març de 1940.
Aida va tenir un gran èxit quan finalment es va estrenar a la ciutat del Caire el 24 de desembre de 1871. Verdi es va apropar al gènere de la Grand Opéra, creant una obra espectacular, de gran desplegament de mitjans escènics (grans cors, escenes i efectes especials). La representació va ser grandiosa i el vestuari, els accessoris i l'escenografia per l'estrena van ser dissenyats per Auguste Mariette. La corona que duia Amneris era d'or massís i les armes de Radamès de plata. Els protagonistes van ser la soprano Antonietta Pozzoni (Aida), el tenor Pietro Mongini (Radamès), la mezzosoprano Eleonora Grossi (Amneris) i el baríton Francesco Steller (Amonasro), entre d'altres. Verdi havia escrit el paper d'Aida per la veu de Teresa Stolz, el qual va cantar per primera vegada a l'estrena de Milà. Verdi havia demanat al promès de Teresa, Angelo Mariani, que assumís la direcció de l'estrena del Caire, però ell va declinar l'oferta, de manera que se'n va encarregar Giovanni Bottesini. Tot i que Verdi no va acudir a l'estrena del Caire va quedar molt insatisfet amb el fet que l'audiència estigués formada per dignataris, polítics i crítics i no pel públic en general. Per tant, va considerar l'estrena europea a Itàlia, que va tenir lloc a La Scala de Milà el 8 de febrer de 1872, i en la qual es va implicar intensament en cada etapa, com l'estrena real. L'Amneris de Milà, a càrrec de Maria Waldmann, va ser la seva preferida en el paper i li va demanar que ho repetís diverses vegades.
Aida va ser rebuda amb gran entusiasme en la seva estrena a Milà. L'òpera de seguida es va representar als principals teatres d'òpera arreu d'Itàlia, inclosos el Teatre Regio di Parma (20 d'abril de 1872), el Teatre di San Carlo (30 de març de 1873), La Fenice (11 de juny de 1873), el Teatre Regio di Torino (26 de desembre de 1874), el Teatre Comunale de Bolonya (30 de setembre de 1877, amb Giuseppina Pasqua fent el paper d'Amneris i Franco Novara com el Rei), i el Teatre Costanzi (8 d'octubre de 1881, amb Teresina Singer fent el paper d'Aida i Giulia Novelli el d'Amneris) entre d'altres.

### Interpretacions
Aida és una de les òperes més populars del compositor italià, que en el seu moment ja era un compositor de gran prestigi per tot Europa però l'èxit d'aquesta nova òpera va reforçar encara més la seva fama internacional.
Alguns detalls de les estrenes internacionals d'Aida són els següents:
- Argentina: 4 d'octubre de 1873, Teatre Colón de Buenos Aires (molt probablement el Teatre Colón original anterior a l'actual o Teatre d'Òpera).
- Estats Units: 26 de novembre de 1873, Acadèmia de Música a la ciutat de Nova York.
- Alemanya: 20 d'abril de 1874, Òpera Estatal de Berlín.
- Espanya: 12 de desembre de 1874, Teatro Real.
- Àustria: 29 d'abril de 1874, Òpera Estatal de Viena.
- Hongria: 10 d'abril de 1875, Òpera Estatal d'Hongria, Budapest.
- Polònia: 23 de novembre de 1875, Gran Teatre i Òpera Nacional de Polònia, Varsòvia.
- França: 22 d'abril de 1876, Théâtre-Lyrique Italien, Salle Ventadour, París, amb gairebé el mateix repartiment de l'estrena de Milà.
- Rússia: 1 de desembre de 1875, Teatre Mariinski, Sant Petersburg.
- Bohèmia: 11 de desembre de 1875, Nou Teatre Txec, Praga.
- Regne Unit: 22 de juny de 1876, Royal Opera House, Covent Garden.
- Mònaco: 13 de maig de 1877, Teatre Nacional, Monte Carlo.
- Austràlia: 6 de setembre de 1877, Royal Theatre, Melbourne.
- Múnic: 1877, Òpera Estatal de Baviera.
- Estocolm: 1880, Òpera Reial de Suècia.
- París: 15 d'octubre de 1881, Palais Garnier.
- Metropolitan Opera, Nova York: 12 de novembre de 1886, dirigida per Anton Seidl.
- Rio de Janeiro: 30 de juny de 1886, Theatro Lyrico Fluminense.
- Panamà: 1 d'octubre de 1908. Inauguració del Teatre Nacional de Panamà, interpretada per la companyia italiana de Mario Lombardi.

### Segles XX i XXI
Aida segueix sent important dins el repertori operístic estàndard i apareix com la número 13 de la llista de les òperes més representades en tot el món durant el període comprès entre els anys 2005 – 2010. Només l'any 2007, el Metropolitan havia fet més de 1.100 representacions de l'òpera, aconseguint que fos la segona representada més sovint per la companyia després de La bohème.

## Argument

### Resum
L'òpera no especifica de manera molt precisa el període històric en el qual es desenvolupa l'acció, de manera que és difícil ubicar-la de forma precisa dins de l'Imperi de l'antic Egipte. Per la primera representació, Mariette va fer un esforç enorme per tal que tant l'escenari com els vestits semblessin autèntics. Donada la constància dels estils artístics al llarg de tres mil anys d'història de l'Antic Egipte, cap producció necessita escollir un període temporal específic dins de l'ampli marc de la història de l'Antic Egipte.
La protagonista de l'òpera és Aida, una princesa etíop que és capturada i portada a Egipte com a esclava. Radamès, un comandant militar, lluita al dividir-se entre el seu amor per ella i la seva lleialtat al Faraó. Per complicar encara més la trama, Radamès és objecte de l'amor de la filla del Faraó, Amneris, tot i que ell no correspon als seus sentiments.

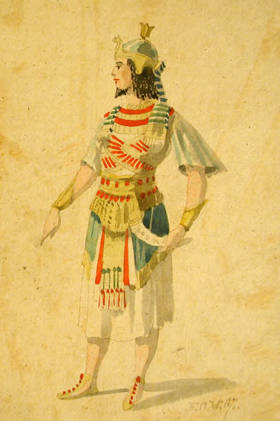
Figurí de Francesc Soler Rovirosa per al personatge del Rei d'Egipte, pare d'Aida. Any 1877 (MAE)

### Acte I
Escena 1: Un saló al palau del Rei; a través de la porta es veuen les piràmides i els temples de Memfis
Rafmfis, el màxim sacerdot d'Egipte, li diu al jove guerrer Radamès que la guerra amb els etíopes sembla inevitable i Radamès expressa la seva esperança de ser elegit com a comandant egipci. (Ramfis, Radamès: Si, corre voce l'etiope ardisca / "Si, es rumoreja que Etiòpia s'atreveix de nou a desafiar el nostre poder").
Radamès somia en obtenir la victòria al camp de batalla així com la d'Aida, l'esclava etíop que estima en secret. Canta “Celeste Aida”, en el recitatiu del qual «se quel guerrier io fossi» escoltem al militar que espera ser designat cabdill del seu poble en la guerra contra els etíops. Després s'expressa com a enamorat: la glòria que anhela li servirà per coronar a Aida i pujar-la a «un tron al costat del sol». Amb aquestes paraules acaba el tenor una difícil ària, que porta la seva veu en tres ocasions al Si bemoll agut. El fet que l'últim d'aquests s'hagi de cantar pianíssimo i tot just acabat de sortir a escena amb la gola freda fa que sigui una de les àries més temudes pels tenors. De fet, el famós tenor francès Roberto Alagna va ser escridassat a La Scala de Milà després d'interpretar aquesta cèlebre ària.
Aida, que també està secretament enamorada de Radamès, és la filla capturada del Rei etíop Amonasro, que ha envaït Egipte per alliberar-la de l'esclavitud. Ara bé, els seus captors egipcis no són conscients de la seva veritable identitat.
Amneris, la filla del rei egipci entra a la sala. Ella també estima en Radamès, però té por que el seu cor pertanyi a algú més. (Radamès, Amneris: Quale insolita gioia nel tuo sguardo / "En la teva mirada hi veig una alegria insòlita”).
Llavors apareix l'Aida, i quan en Radamès la veu, Amneris s'adona que ell sembla inquiet. Ella sospita que l'Aida pot ésser la seva rival però és capaç d'amagar la seva gelosia i s'apropa a ella (Amneris, Aida, Radames: Vieni, o diletta, appressati / "Vine, estimada, apropa't").
El rei entra juntament amb el Sacerdot, Ramfis, i tota la cort de palau. Un missatger anuncia que els etíops, liderats pel rei Amonasro, se'n van cap a Tebes. El rei declara la guerra i proclama en Radamès com el seu home escollit per la deessa Isis com a líder de l'exèrcit (El Rei, el Missatger, Radamès, Aïda, Amneris, el cor: Alta cagion v'aduna / "Oh el destí caurà sobre Egipte"). Al rebre el mandat del Rei, Radamès s'encamina cap al temple de Ptah per prendre les armes sagrades (El Rei, Radamès, Aïda, Amneris, el cor: Su! del Nilo al sacro lido / "Amunt! Del sagrat riu Nil, vigileu les ribes").
Aquest quadre finalitza amb l'Aida sola a la sala, cantant Ritorna vincitor / “Torna vencedor”, on se sent dividida entre el seu amor com a filla, la lleialtat al seu país i l'amor per en Radamès, fent seves les paraules amb les quals els egipcis saluden en Radamès, recent nomenat general de l'exèrcit, desitjant-li la victòria. Ella també vol l'èxit del seu estimat i suposa, amb el temps, la derrota del seu pare Amonasro, rei dels etíops. Amor i deure patriòtic lluiten en el cor generós de la jove angoixada, que al final de la pàgina implora compassió als déus («Numi, pietà»).
Escena 2: Dins del temple de Ptah
En el temple de Ptah, a Menfis, els sacerdots invoquen l'ajuda dels déus a través de solemnes cerimònies i danses (Suma Sacedotessa, el cor, Radamès: Immenso Ftha .. Mortal, diletto ai Numi / "Oh tot poderós, ¡cuida i protegeix!"). Tots els que estan presents en el temple resen per la victòria d'Egipte i la protecció dels seus guerrers (Nume, custode e vindice/ "Escolta'ns, oh deïtat guardiana").

### Acte II
Escena 1: sala privada d'Amneris
Es duen a terme danses i música per celebrar la victòra de Radamès (el cor, Amneris: Chi mai fra gli inni e i plausi / "Les nostres cançons lloen la teva glòria"'). Però, Amneris encara dubta sobre l'amor de Radamès i es pregunta si Aida està enamorada del jove guerrer. Intenta oblidar els seus dubtes, entretenint el seu cor preocupat amb la dansa de les esclaves mores (els cors, Amneris: Vieni: sul crin ti piovano / "Veniu, vosaltres de cabells llargs i solts”).
Quan l'Aida entra a la sala, Amneris demana a tothom que se'n vagi. Esprodueix l'enfrontament entre l'Aida i l'Amneris: la princesa egípcia interroga molt astutament l'esclava que, involuntàriament, descobreix el seu amor per en Radamés. (Amneris, Aida: Fu la sorte dell'armi a' tuoi funesta / "El resultat de la batalla fou cruel pel teu poble..."). El contrast entre les tessitures de les dues veus (soprano i mezzosoprano), la subtilesa de l'orquestració i el tractament dels temes musicals associats als dos personatges són elements tractats per Verdi de manera admirable.
Escena 2: La gran porta de la ciutat de Tebes
Radamès retorna victoriós i les tropes marxen dins la ciutat. Es desenvolupa una escena d'una gran espectacularitat que serveix de justificació a posades en escena colossals. El cor inicial (Gloria all'Egitto, ad Iside / "Glória a Egipte, a Isis!") va ser adoptat pel virrei d'Egipte que va encarregar l'òpera a Verdi com a himne nacional, i s'ha convertit en un dels passatges corals més representatius de l'època.
El rei d'Egipte decreta que en aquell dia el triomfant Radamès podrà tenir el que desitgi. Els etíops cautius es troben reunits i Amonasro està entre ells. Aida immediatament s'acosta al seu pare, però les seves identitats veritables encara són desconegudes pels egipcis, excepte que són pare i filla. Amonasro declara que el rei etíop (ell mateix) ha mort durant el combat. Aida, Amonasro i els etíops capturats supliquen al rei egipci que s'apiadi d'ells, però els egípcis demanen la seva mort (Aida, Amneris, Radamés, el Rei, Amonasro, el coro: Che veggo! .. Egli? .. Mio padre! .. Anch'io pugnai / "Què veig?.. És ell? El meu pare?").
Com a recompensa per part del rei, Radamès li suplica que no mati els presoners i els alliberi. Agraït, el rei d'Egipte declara que Radamès serà el seu successor i el promès de la seva filla (Aida, Amneris, Radamès, el Rei, Amonasro, el cor: O Re: pei sacri Numi! .. Gloria all'Egitto / "Oh Rei, pels déus sagrats..."). Aida i Amonasro romanen com a ostatges per assegurar que els etíops no es venjaran de la seva derrota.

### Acte III
La riba del Nil, prop del temple d'Isis
Es diuen oracions (Cor, Ramfis, Amneris: O tu che sei d'Osiride / "Oh tu que pertanys a Osiris...") en la vigília del casament entre Amneris i Radamès en el Temple d'Isis. Fora, Aida espera trobar-se amb en Radamès tal com ho havíen planejat (Aida: Qui Radames verra .. O patria mia / "Oh, la meva patria estimada!"), en la qual la jove recorda la seva terra natal, que mai tornarà a veure. Aquesta romança no figurava a l'estrena del Caire i Verdi la va escriure per la soprano Teresa Stolz.
La inspiració de Verdi i el seu talent com a orquestrador i dramaturg arriben en el tercer acte a la seva culminació. Quasi tot l'acte està dominat per Aida, quasi omnipresent, cosa que planteja a la seva intèrpret un problema feixuc: dos llargs i esplèndits duets -amb el seu pare primer i amb Radamès després- sotmeten a una prova duríssima la seva capacitat musical i la seva preparació tècnica.
Amonasro apareix i obliga a l'Aida perquè esbrini a través de Radamès on es troba l'exèrcit egipci (Aida, Amonasro: Ciel, mio padre! .. Rivedrai le foreste imbalsamate / "Cel, pare meu!... Altra vegada has de veure."). Quan ell arriba, Amonasro s'amaga darrere d'una roca i escolta la conversa.
En Radamès confirma que Aida és la persona amb qui es casarà (Pur ti riveggo, mio dolce Aida .. Nel fiero anelito; Fuggiam gli ardori inospiti .. La, tra foreste vergini / "Et veig novament, la meva dolça Aida!"), i Aida el convenç per fugir al desert amb ella.
Perquè sigui més fàcil fugir, Radamès proposa anar per una ruta segura sense cap temor a ser descoberts i també revela el lloc on el seu exèrcit ha decidit atacar. En sentir això, Amonasro surt del seu amagatall i revela la seva identitat. Radamès se sent deshonrat. Simultàniament, Amneris i Ramfis deixen el temple i, quan veuen en Radamès amb el seu enemic, criden els guàrdies. Amonasro i Aida intenten convèncer en Radamès perquè s'escapi amb ells, però ell ho refusa i es rendeix als guàrdies imperials.

### Acte IV
Escena 1: Saló en el Temple de la Justícia. En un costat està la porta que porta a la cel·la de la presó d'en Radamès.
Destaca la gran escena d'Amneris, comença cantant ella sola (L'aborrita rivale a me sfuggia / "La meva rival odiada s'ha escapat") desitja salvar en Radamès. Diu que se l'emportin i aleshores segueix l'escena amb ella i en Radamès. Li demana a ell que negui les acusacions, però en Radamés ho rebutja. El jove, traïdor involuntari a la seva pàtria i sense possibilitat de recuperar l'Aïda, només desitja morir. Segur que com a càstic, serà condemnat a mort, Amneris li demana que es defensi, però en Radamès ho rebutja fermament. Ell se sent alleujat en saber que l'Aida encara està viva i confia que ella haurà arribat al seu país (Amneris, Radamés: Gia i Sacerdoti adunasi / "Ja els sacerdots s'estan reunint"). Amneris se sent ferida per la seva decisió.

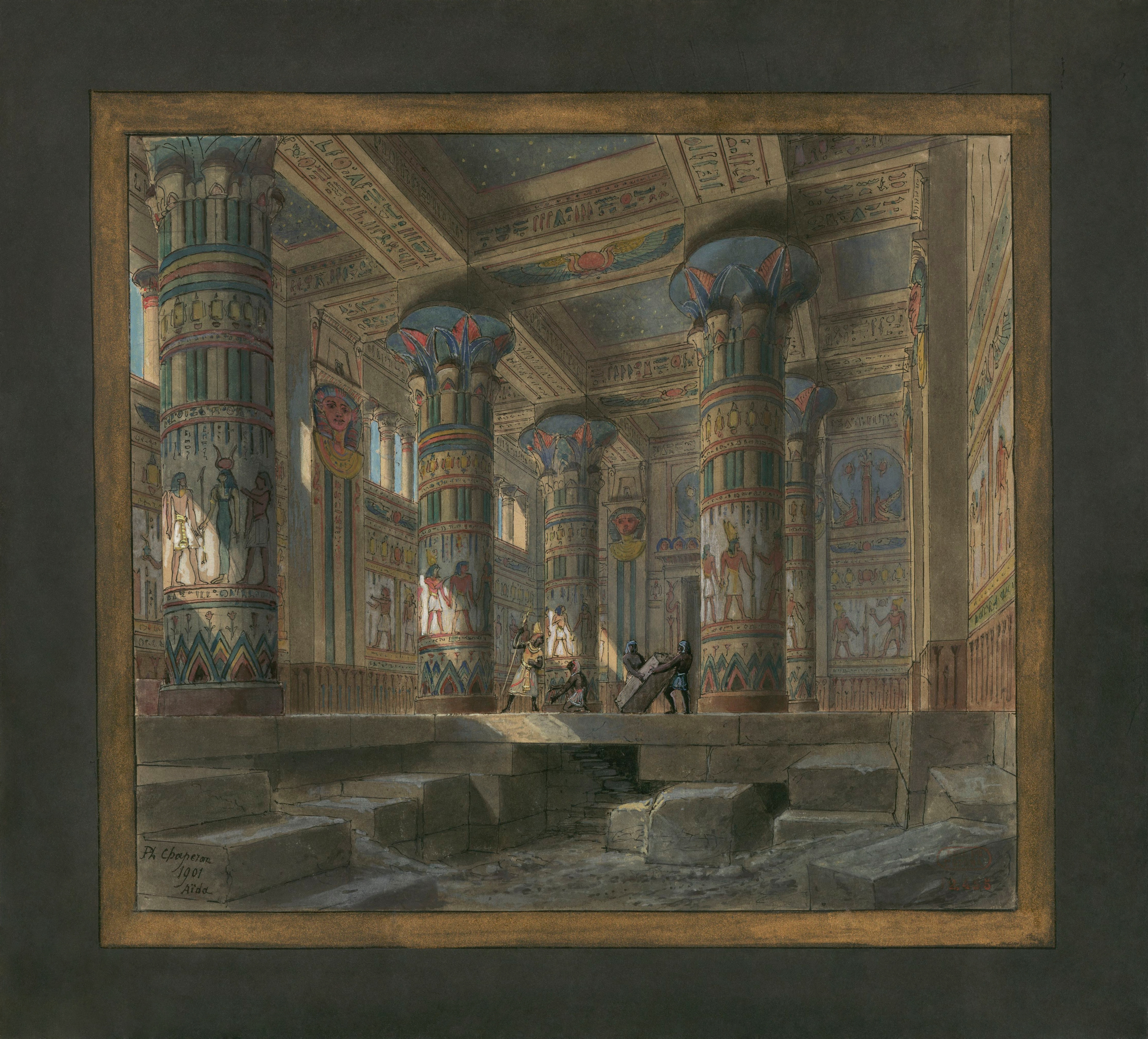
Disseny de Philippe Chaperon pel IV Acte d'Aida per l'Òpera de Paris, 1880

Segueix el judici del Radamès, que té lloc a fora de l'escenari; ell no respon a les acusacions de Ramfis i és condemnat, mentre Amneris, que continua en escena, suplica als sacerdots que mostrin pietat. El sentencien a morir enterrat viu, i aleshores Amneris crida els sacerdots d'Isis «tigres assedegats de sang» (Escena del judici, Amneris, Ramfis i el cor: Ahime! .. morir mi sento / "Ai... Sento la mort").
Escena 2: La porció inferior de l'etapa mostra el subterrani del Temple de Ptah; la porció superior mostra el primer pis del temple.
En Radamès es troba en la part subterrània del temple, segellat en una volta fosca, l'han enterrat amb vida. Creu que està sol i confia en què Aida estigui en un lloc més segur. Aleshores sent un suspir i descobreix que la seva estimada està a la tomba, que s'havia amagat per morir amb ell (Radamés i Aida: La fatal pietra sovra me si chiuse. / "La pedra fatal ara es tanca a sobre meu.") Accepten el seu terrible destí, uneixen les seves veus en el cèlebre «O terra, addio» (Radamès: Morir! Si pura e bella / "Morir! Tan pura i bella!") i s'acomiaden de la terra i les seves penes.
A sobre de la volta, en el temple de Ptah, Amneris, impotent i profundament adolorida, implora a Isis perquè el seu adorat Radamès pugui descansar en pau, ignorant que en la seva tomba Aida l'acompanyarà eternament. En el subterrani, Aida mor en els braços de Radamès. (El cor, Aida, Radamès, Amneris: Immenso Ftha / "Tot poderós Ptah").

## Adaptacions
L'òpera s'ha adaptat cinematogràficament en diverses ocasions, destacant una producció del 1953 que van protagonitzar Lois Maxwell i Sophia Loren, i una producció sueca del 1987. En ambdós casos, els actors protagonistes feien play-back amb enregistraments de cantants d'òpera de debò. La història de l'òpera, tot i que no la seva música, es va utilitzar com a base per un musical amb el mateix nom del 1998 escrit per Elton John i Tim Rice.

## Intèrprets i discografia
Les Aïdes més famoses han sigut la iugoslava Zinka Milanov, Renata Tebaldi, la turca Leyla Gencer i Maria Callas fins que va arribar Leontyne Price, la soprano afroamericana que es va fer famosa amb aquest paper, entre d'altres de Verdi. Igual que Price, trobem d'altres sopranos afroamericanes que van arribar a la fama amb aquest personatge com Martina Arroyo i dues mezzosopranos que van passar a ser sopranos, Shirley Verrett i Grace Bumbry. D'altres Aïdes importants van ser Anna Tomowa-Sintow, Maria Chiara i Montserrat Caballé.
Entre les mezzosopranos que han cantat Amneris destaquen Giulietta Simionato, Ebe Stignani, Fiorenza Cossotto, Shirley Verrett, Ana María Iriarte, Grace Bumbry, Dolora Zajick, les russes Irina Arkhipova, Elena Obraztsova, Olga Borodina i la mezzosoprano mexicana Oralia Domínguez.
Entre els Radamès més importants trobem a Luciano Pavarotti, Giovanni Martinelli, Enrico Caruso, Pedro Lavirgen, Franco Corelli, Mario del Mónaco, Carlo Bergonzi i Plácido Domingo. Entre els Amonasro, Leonard Warren, Piero Cappuccilli, Sherrill Milnes i Simon Estes.